# سیارک ۹۲۰

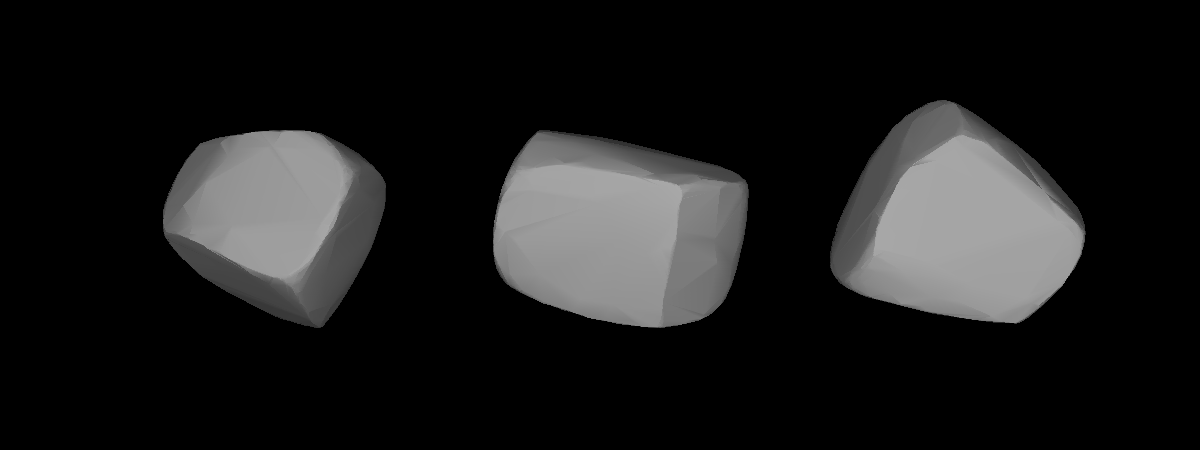
مدل سه‌بُعدی سیارک ۹۲۰ بر طبق منحنی نور آن

سیارک ۹۲۰ (به انگلیسی: 920 Rogeria، نامگذاری:1919FT) نهصد و بیستمین سیارک کشف شده‌است که در ۱ سپتامبر ۱۹۱۹ و در هایدلبرگ کشف شد.
قدر مطلق سیارک برابر ۱۱٫۱۹ است.